# Gorham Manufacturing Company
La Gorham Manufacturing Company était l'un des plus grands fabricants américains de platine et d'argenterie et une fonderie de sculptures en bronze.